# Arthroleptis xenochirus
Espèce
Synonymes
- Schoutedenella xenochirus (Boulenger, 1905)
- Schoutedenella globosa De Witte, 1921
- Schoutedenella globosa pasteelsi Laurent, 1954

Statut de conservation UICN

 LC  : Préoccupation mineure
Arthroleptis xenochirus est une espèce d'amphibiens de la famille des Arthroleptidae.

## Répartition

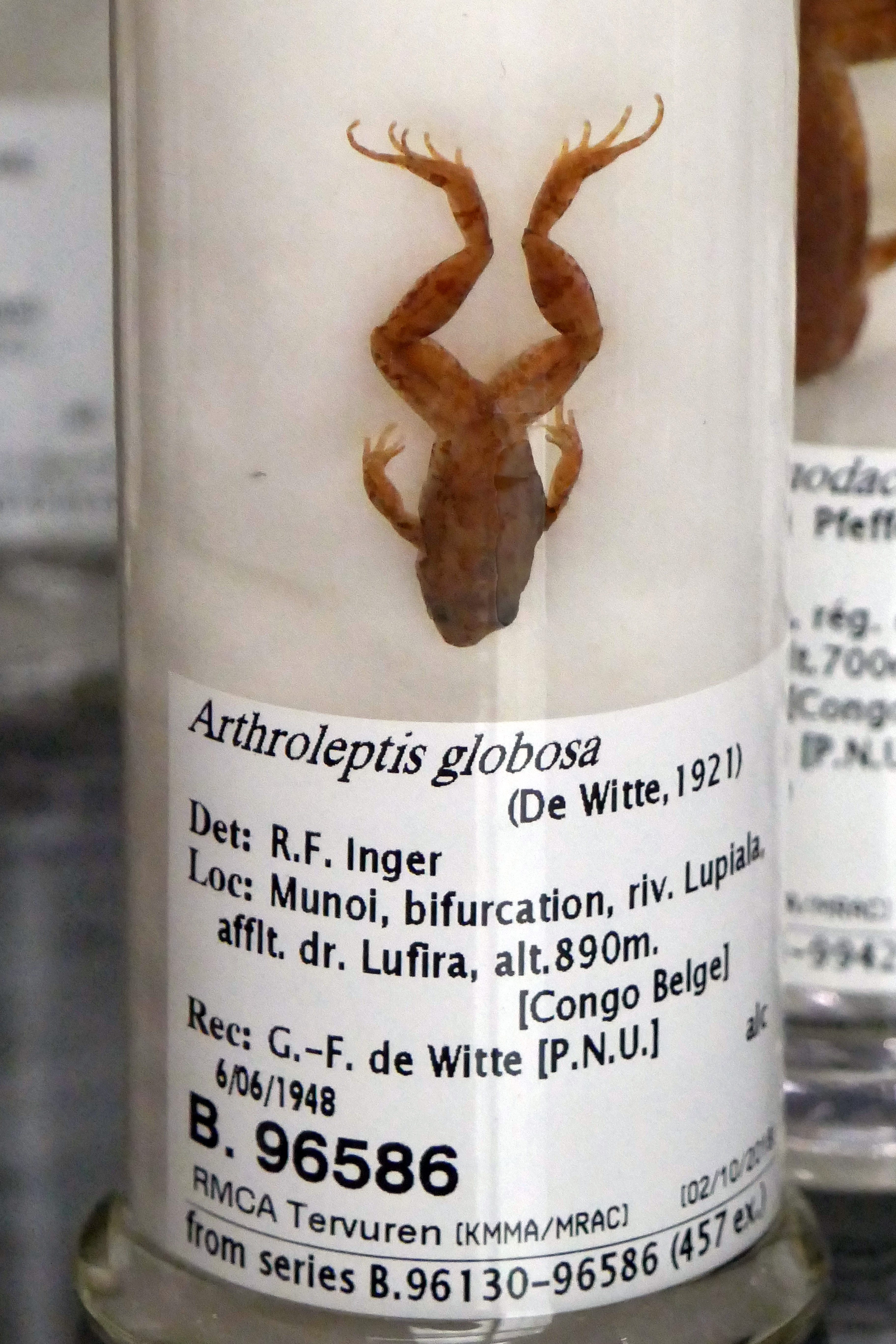
Spécimen collecté en 1948 par Gaston-François de Witte au Congo belge.

Cette espèce se rencontre de 1 600 à 2 280 m d'altitude dans le nord de l'Angola, dans le Nord du Malawi et dans le Sud du Congo-Kinshasa.
Sa présence est incertaine en Zambie et en Tanzanie.

## Publication originale
- Boulenger, 1905 : A list of the Batrachians and Reptiles collected by Dr. WJ Ansorge in Angola, with Descriptions of new Species. Annals and Magazine of Natural History, ser. 7, vol. 16, no 92, p. 105-115 (texte intégral).